# Alton (Maine)
Alton je město v okrese Penobscot County ve státě Maine ve Spojených státech amerických. V roce 2020 zde žilo 829 obyvatel a s celkovou rozlohou 110,2 km² byla hustota zalidnění 7,5 obyvatel na km².

## Demografie

### Sčítání 2020
Podle sčítání v roce 2020 zde žilo 829 obyvatel.

#### Rasové složení
- 92,4 % bílí Američané
- 1,3 % Afroameričané
- 1 % Indiáni
- 0,6 % jiná rasa
- 4,7 % dvě nebo více ras

Obyvatelé hispánského nebo latinskoamerického původu, bez ohledu na rasu, tvořili 0,7 % populace.

### Sčítání 2010
Podle sčítání lidu Spojených států amerických v roce 2010 zde žilo 890 obyvatel.

#### Rasové složení
- 97,5 % bílí Američané
- 0,3 % Afroameričané
- 1,3 % Indiáni
- 0,3 % asijští Američané
- 0,4 % dvě nebo více ras

Obyvatelé hispánského nebo latinskoamerického původu, bez ohledu na rasu, tvořili 0,4 % populace.